# 42-й саммит G7
42-й саммит «Большой семёрки» (G7) — встреча на высшем уровне руководителей государств Большой семёрки 26-27 мая 2016 года, которая состоялась в городе Сима (Миэ, Япония). В Японии получила название «Исэ-Симского саммита» (яп. 伊勢志摩サミット).

## Участники
| Члены G7         |                |                                   |
| Участник         | Представитель  | Должность                         |
| Канада           | Джастин Трюдо  | Премьер-министр                   |
| Франция          | Франсуа Олланд | Президент                         |
| Германия         | Ангела Меркель | Канцлер                           |
| Италия           | Маттео Ренци   | Премьер-министр                   |
| Япония           | Синдзо Абэ     | Премьер-министр                   |
| Великобритания   | Дэвид Кэмерон  | Премьер-министр                   |
| США              | Барак Обама    | Президент                         |
| Европейский союз | Жан-Клод Юнкер | Председатель Европейской Комиссии |
| Европейский союз | Дональд Туск   | Председатель Европейского Совета  |
| Гости            |                |                                   |